# 왕자샹

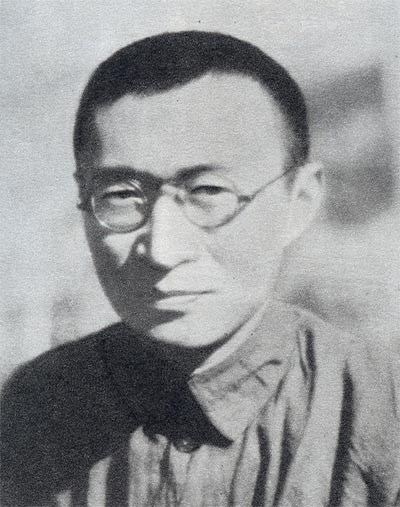

왕자샹(王稼祥, 1906년 8월 15일 ~ 1974년 1월 25일)은 중국공산당의 초창기 지도자 중 한 명이자 28인의 볼셰비키 소속이다.
안후이성 장현이 고향인 왕자샹은 잉글랜드 선교학교를 다녔다.